# Naiden Rusev
Naiden Rusev –en búlgaro, Найден Русев– (1974) es un deportista búlgaro, nacionalizado chipriota, que compitió en halterofilia. Ganó dos medallas de bronce en el Campeonato Europeo de Halterofilia, en los años 1998 y 2003.

## Palmarés internacional
| Representando a Bulgaria |                  |                   |           |
| Campeonato Europeo       |                  |                   |           |
| Año                      | Lugar            | Medalla           | Categoría |
| 1998                     | Riesa (Alemania) | Medalla de bronce | 56 kg     |
| Representando a Chipre   |                  |                   |           |
| Campeonato Europeo       |                  |                   |           |
| Año                      | Lugar            | Medalla           | Categoría |
| 2003                     | Lutraki (Grecia) | Medalla de bronce | 56 kg     |